# Almas del silencio
Albums de Ricky Martin
The Best of Ricky Martin
(2001) Life
(2005)
Singles
1. Tal vez
Sortie : 25 mars 2003
2. Jaleo
Sortie : 2 mai 2003
3. Asignatura pendiente
Sortie : 12 août 2003
4. Juramento
Sortie : 15 septembre 2003
5. Y todo queda en nada
Sortie : 2 décembre 2003

Almas del silencio est le septième album studio du chanteur portoricain Ricky Martin, sorti en 2003.

## Liste des pistes
| No  | Titre                       | Auteur                                                                                  | Producteur(s)       | Durée |
| --- | --------------------------- | --------------------------------------------------------------------------------------- | ------------------- | ----- |
| 1.  | Jaleo                       | - Antonio Rayo "Rayito" - José Miguel Velásquez                                         | Tommy Torres        | 3:43  |
| 2.  | Tal vez                     | Franco De Vita                                                                          | Torres              | 4:41  |
| 3.  | Jamás                       | - Emilio Estefan, Jr., - Tony Mardini - Ricardo Gaitán - Alberto Gaitán - Nicolás Tovar | Estefan, Jr.        | 3:09  |
| 4.  | Si tú te vas                | Juanes                                                                                  | Luis Fernando Ochoa | 4:23  |
| 5.  | Nadie más que tú            | - Daniel López - Torres - Ricky Martin - Raul del Sol                                   | - Torres - López    | 4:21  |
| 6.  | Besos de fuego              | - Yasmil Marrufo - Juan Vicente Zambrano                                                | - Zambrano - López  | 4:25  |
| 7.  | Asignatura pendiente        | Ricardo Arjona                                                                          | Torres              | 3:58  |
| 8.  | Juramento                   | - López - George Noriega - Jon Secada                                                   | Noriega             | 3:34  |
| 9.  | Y todo queda en nada        | - Estéfano - Julio Reyes Copello                                                        | Estéfano            | 4:40  |
| 10. | Si ya no estás aquí         | - Estefan Jr. - Mardini - R. Gaitán - A. Gaitán - Tovar                                 | Estefan, Jr.        | 3:05  |
| 11. | Raza de mil colores         | - López - Marrufo - Zambrano                                                            | Zambrano            | 3:34  |
| 12. | Las almas del silencio      | Alejandro Sanz                                                                          | Torres              | 3:31  |
| 13. | Jaleo (Spanglish)           | - Rayo - Velásquez - Jodi Marr                                                          | Torres              | 3:42  |
| 14. | Exclusive Interview Footage |                                                                                         |                     |       |